# Titularbistum Echinus
Echinus (ital.: Echino) ist ein Titularbistum der römisch-katholischen Kirche.
Es geht zurück auf einen untergegangenen Bischofssitz in der antiken Stadt Echinos in Thessalien im heutigen Griechenland, das der Kirchenprovinz Larisa zugeordnet war.
| Titularbischöfe von Echinus |                                        |                                                                        |                   |                    |
| Nr.                         | Name                                   | Amt                                                                    | von               | bis                |
| 1                           | Joachim-Enjobert de Martiliat MEP      | Apostolischer Vikar von Yunnan Apostolischer Vikar von Sichuan (China) | 2. Oktober 1739   | 24. August 1755    |
| 2                           | Marianus Bogdanovich OFM               |                                                                        | 17. August 1767   | 1772               |
| 3                           | Dawid Zygmunt Pilchowski SJ            | Weihbischof in Vilnius (Polen-Litauen)                                 | 1. Juni 1795      | 4. Dezember 1803   |
| 4                           | Giovanni Antonio Pompeiana OFM         | Apostolischer Koadjutorvikar von Shaanxi (China)                       | 1823              | 19. September 1828 |
| 5                           | Manuel Ramón Arias Teijeiro de Castro  | emeritierter Bischof von Santander (Spanien)                           | 20. Juli 1859     | 18. Dezember 1863  |
| 6                           | John Joseph Lynch CM                   | Koadjutorbischof von Toronto (Kanada)                                  | 26. August 1859   | 26. April 1860     |
| 7                           | James Ryan                             | emeritierter Bischof von Killaloe (Großbritannien)                     | 21. November 1871 | 1889               |
| 8                           | Antonio Tomas da Silva Leitão e Castro | Koadjutorbischof von Lamego (Portugal)                                 | 1. Juni 1891      | 6. Dezember 1895   |
| 9                           | Alfred Allen Curtis                    | Weihbischof in Baltimore (USA)                                         | 23. Mai 1896      | 11. Juli 1908      |
| 10                          | Francisco Simón y Ródenas OFMCap       | emeritierter Bischof von Santa Marta (Kolumbien)                       | 2. Dezember 1912  | 22. August 1914    |
| 11                          | Eduardo Gimpert Paut                   | Apostolischer Administrator von Valparaíso (Chile)                     | 27. April 1916    | 14. Dezember 1925  |
| 12                          | Francesco Giuseppe Seminara OFMCap     | emeritierter Bischof von Kreta (Griechenland)                          | 15. März 1926     | 26. April 1939     |
| 13                          | Félix Hedde OP                         | Apostolischer Vikar von Lang Són und Cao Bang (Vietnam)                | 11. Juli 1939     | 4. Mai 1960        |
| 14                          | Eugène Klein MSC                       | Apostolischer Vikar der Yule-Insel (Papua-Neuguinea)                   | 14. Juni 1960     | 15. November 1966  |